# Anse du Pré
Die Anse du Pré ist eine große Bucht im Südosten der Pétrel-Insel im Géologie-Archipel vor der Küste des ostantarktischen Adelielands.
Französische Wissenschaftler benannten sie in den frühen 1950er Jahren zunächst als Baie du Pré. Diese Benennung wurde später angepasst.